# Aurélie Amblard
Pour les articles homonymes, voir Amblard.
Aurélie Amblard est une actrice française, travaillant également au Royaume-Uni.
Elle a commencé sa carrière par le théâtre, se tournant ensuite vers le cinéma et la télévision.

## Filmographie

### Cinéma
- 2004 : Mes maux sur ta bouche de Pauline Gallezot
- 2005 : Brice de Nice, de James Huth
- 2005 : Riviera, d'Anne Villacèque
- 2008 : A Hat for the Camel, de Alejandro Sesma

### Télévision
- 2006 : L'Affaire Pierre Chanal, de Patrick Poubel
- 2006 : Une femme d'honneur, de Patrick Poubel (épisode Sans mobile apparent)

### Clip
- 2005 : A pocket full of poses, Twentysixfeet